# Paula van Schaveren
Paula Carolina Johanna (Paula) van Schaveren (voorheen: Wassen-van Schaveren; Alkmaar, 8 maart 1942) was een Nederlands politicus die namens D'66 lid was van de Eerste Kamer tussen 25 mei 1971 en 17 september 1974. Vanaf 18 september 1973 was zij ook fractievoorzitter van de D'66-senaatsfractie. Na haar vertrek uit de Eerste Kamer sloot ze zich aan bij de PvdA. In december 1974 werd zij voorzitter van de Nationale Adviescommissie Emancipatie, waar zij per oktober 1980 vertrok.
- Parlement.com: vg09llhfbuxw